# Skinner Ridge
Skinner Ridge är en bergstopp i Antarktis. Den ligger i Östantarktis. Nya Zeeland gör anspråk på området. Toppen på Skinner Ridge är 1 671 meter över havet.
Terrängen runt Skinner Ridge är kuperad åt nordost, men åt sydväst är den platt. Trakten är obefolkad. Det finns inga samhällen i närheten.